# Шиелдс, Джимми
Джимми Шиелдс (Джеймс Шилдс, англ. Jimmy Shields; январь 1900, Гринок, Шотландия — 13 апреля 1949, Холт (Норфолк), Англия) — деятель рабочего и коммунистического движения Южной Африки, генеральный секретарь Коммунистической партии Южной Африки в 1925—1927 годах, журналист, редактор.

## Биография
С 1921 года — член Коммунистической партии Великобритании.
Оставшись без работы, в 1925 году переехал в Южную Африку, где вступил в Коммунистическую партию Южной Африки. В 1925—1927 годах работал её генеральным секретарем. Одно из его выступлений того времени убедило Тхабо Мофутсаньяна, будущего борца с апартеидом и генерального секретаря Компартии Южной Африки (1935—1938), вступить в партию.
В 1927 году Шиелдс вернулся в Шотландию, где занимал различные должности в британской компартии, кульминацией чего стало его избрание в органы Национальной исполнительной власти .
Будучи журналистом, занимал в 1933—1935 годах должность главного редактором «Daily Worker», рупора Коммунистической партии Великобритании.
С 1932 года был представителем Великобритании в Коминтерне, много путешествовал в качестве главы международного отдела КП Великобритании.
Во время Второй мировой войны заболел туберкулёзом и большую часть войны провел в санатории Холт, где и умер в 1949 году.